# Luis Felipe Domínguez Suárez
Gral. Luis Felipe Domínguez Suárez (n. Balancán, Tabasco, 1869 - Xalapa, Veracruz 1930) fue un militar mexicano que participó en la Revolución mexicana. 
Nació en Balancán, Tabasco. Fue primo hermano de José María Pino Suárez, por lo que fue un activo simpatizante de la causa revolucionaria. Se levantó en armas en la región de los Ríos en Tabasco, en contra de Victoriano Huerta al enterarse de los asesinatos de Francisco I. Madero y José María Pino Suárez conformando la Brigada Usumacinta de la que fue su comandante general. Realizó una intensa campaña militar, que le llevó a tomar las poblaciones de Balancán, Montecristo Jonuta y Tenosique en 1914.
Fue dos veces gobernador del estado, aunque en muy breves períodos ya que tuvo que dejar el poder por presiones de otros grupos revolucionarios encabezados por el general Carlos Greene, con quien se enfrascó en una guerra personal que desquició a Tabasco por varios años. En 1919, después de unas elecciones muy violentas, fue derrotado por Carlos Greene pero lo desconoció pretextando fraude electoral y se declaró "gobernador", existiendo en ese año en Tabasco dos gobernadores y dos Congresos estatales. Finalmente sus seguidores fueron derrotados y Domínguez se retiró a la vida privada.

## Simpatizante de la revolución
Desde muy temprana edad, Luis Felipe Domínguez se dedicó a las actividades del campo, actividad en la que destacó llegando a contar con su propia hacienda. Al ser primo de José María Pino Suárez comenzó a perfilarse como simpatizante de la causa revolucionaria. Ocultó y le brindó protección a Pino Suárez cuando era perseguido por las fuerzas federales en Tabasco, llevándolo por Guatemala para huir de sus captores, esto le permitió a Pino Suárez poder reunirse con Francisco I. Madero en Chihuahua. Es precisamente ahí en donde Madero nombra a Luis Felipe Domínguez "Coronel".

## Su participación en la Revolución Maderista
Se adhirió al movimiento maderista, y del norte del país Luis Felipe Domínguez viaja a Campeche para reunirse con las fuerzas maderistas en aquel estado comandadas por Manuel Castilla Brito. Combatió en el estado de Campeche, y al triunfo del movimiento armado regresó a su estado natal Tabasco, retomando sus actividades previas a la lucha armada.

## La Revolución Constitucionalista
En 1913, tras el cuartelazo de Victoriano Huerta, volvió a levantarse en armas en la región de los ríos, Tabasco, junto con su hermano José y el coronel José Preve, con los que formó un contingente revolucionario llamado la "Brigada Usumacinta".,
Para el 7 de septiembre de 1913, el grupo es atacado y derrotado en su propia hacienda por tropas fieles a Victoriano Huerta,  por lo que los miembros de la "Brigada Usumacinta" se internan en la selva y se dispersan hasta 1914. Durante ese período, Domínguez Suárez se trasladó al norte del país para reunirse con Venustiano Carranza y solicitar su apoyo. En respuesta, Carranza lo nombra "General" y lo envía de vuelta a Tabasco para continuar la lucha.
En su campamento de El Ceibo, Luis Felipe Domínguez daba a conocer el 15 de mayo de 1914, su proclama en la que desconocía a Huerta y al entonces gobernador del estado el General Yarza.  Alcanzó el grado de general.
La "Brigada Usumacinta" ocupó las poblaciones de Balancán, Montecristo (hoy Emiliano Zapata) y Jonuta. El 18 de agosto de 1914, tropas huertistas realizaron un sangriento ataque a Balancán, en donde murió el coronel José Eusebio Domínguez Suárez hermano de Luis Felipe Domínguez y segundo jefe de la "Brigada Usumacinta".

## Su incursión en la política

### Gobernador Constitucionalista de Tabasco
Estando Luis Felipe Domínguez en la villa de Tenosique, recibió un telegrama de Venustiano Carranza, en donde le indicaba que se trasladara a la capital San Juan Bautista para recibir el mando del estado, convirtiéndose en el primer gobernador constitucionalista del estado de Tabasco, tomando posesión el 31 de agosto de 1914, una vez que pacta la salida de las fuerzas federales del estado. Aunque por presiones de los revolucionarios de la Chontalpa, quienes en protesta porque había sido nombrado gobernador un revolucionario de la región de los Ríos tuvo que abandonar la capital del estado y dejar la gubernatura unos meses más tarde, al renunciar el 10 de octubre. 
Durante su corto gobierno, Domínguez realizó importantes medidas encaminadas a hacer evidentes los postulados de la revolución, firmando dos decretos: En el primero, intervenía las propiedades de algunos enemigos de la revolución; y en el segundo, publicado el 19 de septiembre de 1814, abolía el sistema de "servidumbre adeudado" que liberaba a los peones y amortizaba sus deudas, prohibía trabajar jornadas mayores a ocho horas diarias y establecía las penas para los hacendados y amos que no cumplieran las leyes; siendo esta, la ley más importante promulgada al triunfo de la revolución en Tabasco.

### Segundo período de gobierno
Su segundo mandato provisional abarcó del 16 de septiembre de 1916 al ser nuevamente nombrado por Venustiano Carranza en sustitución de Francisco J. Múgica, y renunció el 10 de mayo de 1917, entregando el mando a Joaquín Ruíz. Durante este período, le correspondió promulgar en el estado la Constitución de 1917 expedida ese año en Querétaro.

### Candidato a gobernador
Posteriormente en julio de 1918, se convocó en Tabasco a elecciones para gobernador y diputados locales. En dichas elecciones, participó Luis Felipe Domínguez, postulado por el partido Liberal Constitucionalista, conocido también como partido Azul y que era apoyado por la región de los Ríos; y por la otra parte, estaba el Partido Radical o partido rojo apoyado por la Chontalpa que postulaba a Carlos Greene.
En tales condiciones los dos candidatos y sus planillas de diputados y presidentes municipales, iniciaron una lucha que no fue de adversarios políticos sino de enemigos personales, una lucha a muerte. Las reuniones de un partido eran atacadas por el otro a golpes, pedradas, balazos etc.
Las elecciones se llevaron a cabo y la planilla roja, con don Carlos Greene a la cabeza, resultó vencedora. Pero Domínguez desconociendo el triunfo de Greene se declaró en rebeldía aduciendo "fraude electoral". 

### Gobernador en rebeldía
Por considerar que Luis Felipe Domínguez había obtenido la preferencia de la mayoría de los ciudadanos, un sector de la población formó un "Congreso alterno" el cual se instaló en Amatitlán y nombró a Domínguez gobernador Constitucional del estado, por lo que se generó un conflicto postelectoral ya que los dominguistas plantearon ante el Senado de la República, un caso de conflicto de poderes, al existir dos gobernadores y dos Congresos estatales simultáneamente.
El 6 de agosto de 1918 Greene dejó temporalmente el gobierno para ir a la Ciudad de México a entrevistarse con el presidente Venustiano Carranza y defender la legalidad de su gobierno. En su lugar quedó Tomás Garrido Canabal el cual, durante el interinato, tuvo que hacer frente a los ataques dominguistas, quienes entraron a la capital del estado San Juan Bautista haciendo huir al gobernador interino y demás autoridades, quienes se instalaron primero en Frontera, la cual nombraron capital provisional, y al ser expulsados de ese puerto por los dominguistas, se refugiaron en el pueblo de Santa Anna en los límites con Veracruz, procurando no salir del estado.
Sin embargo, Carlos Greene logró entrevistarse con Carranza y éste reconoció la legalidad de su gobierno. Ya con el apoyo de Venustiano Carranza y de Tomás Garrido Canabal, Greene logró derrotar a los rebeldes dominguistas en diciembre de 1919.

## Fallecimiento
Operó en otras regiones del país y más tarde se retiró del ejército. Murió en Xalapa, Veracruz en 1930.
Su nombre está escrito en el Muro de Honor del Estado de Tabasco, ubicado en la ciudad de Villahermosa.